# Oppalnia brevipes
Genre
Espèce
Oppalnia brevipes, unique représentant du genre Oppalnia, est une espèce d'opilions laniatores de la famille des Assamiidae.

## Distribution
Cette espèce est endémique du Tamil Nadu en Inde. Elle se rencontre dans les Palni Hills et les Nilgiris.

## Description
Le syntype mesure 4,5 mm.

## Publication originale
- Roewer, 1927 : « Weitere Weberknechte I. 1. Ergänzung der: "Weberknechte der Erde", 1923. » Abhandlungen des Naturwissenschaftlichen Vereins zu Bremen, vol. 26, p. 261–402.